# Cilograng (plaats)
Cilograng is een bestuurslaag in het regentschap Lebak van de provincie Banten, Indonesië. Cilograng telt 2935 inwoners (volkstelling 2010).